# Kärrängsfly
Kärrängsfly, Athetis pallustris är en fjärilsart som beskrevs av Jacob Hübner 1808. Kärrängsfly ingår i släktet Athetis och familjen nattflyn, Noctuidae. Arten har livskraftiga, (LC) populationer i både Sverige och Finland. Inga underarter finns listade i Catalogue of Life.

## Bildgalleri

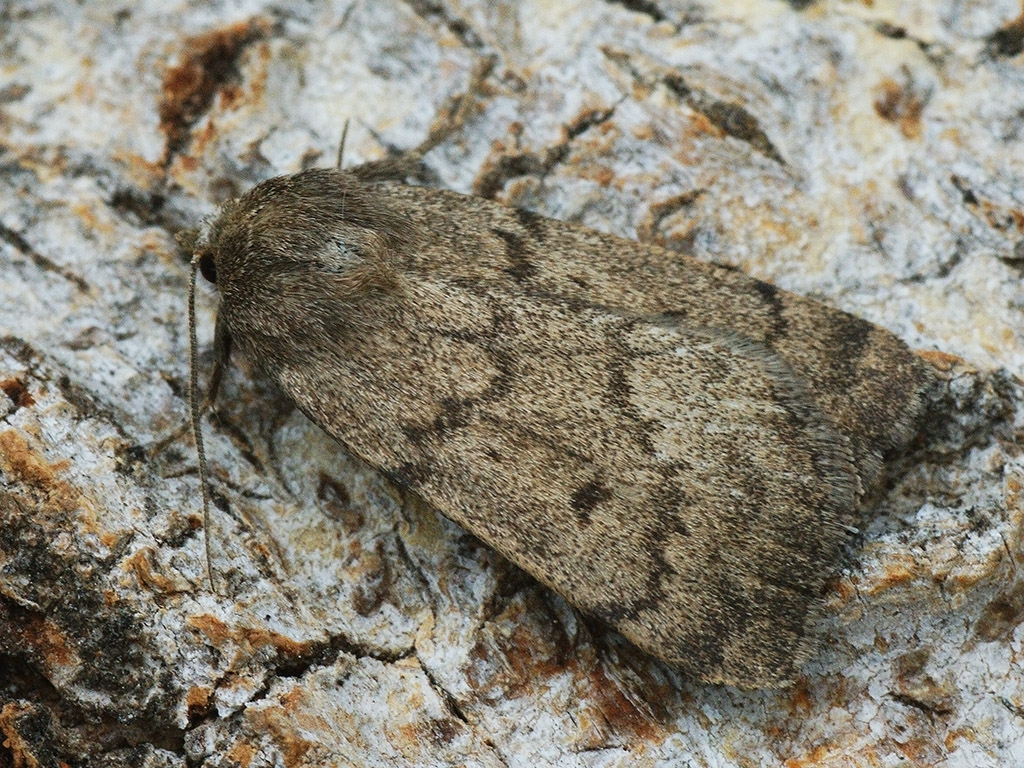
Imago fjäril
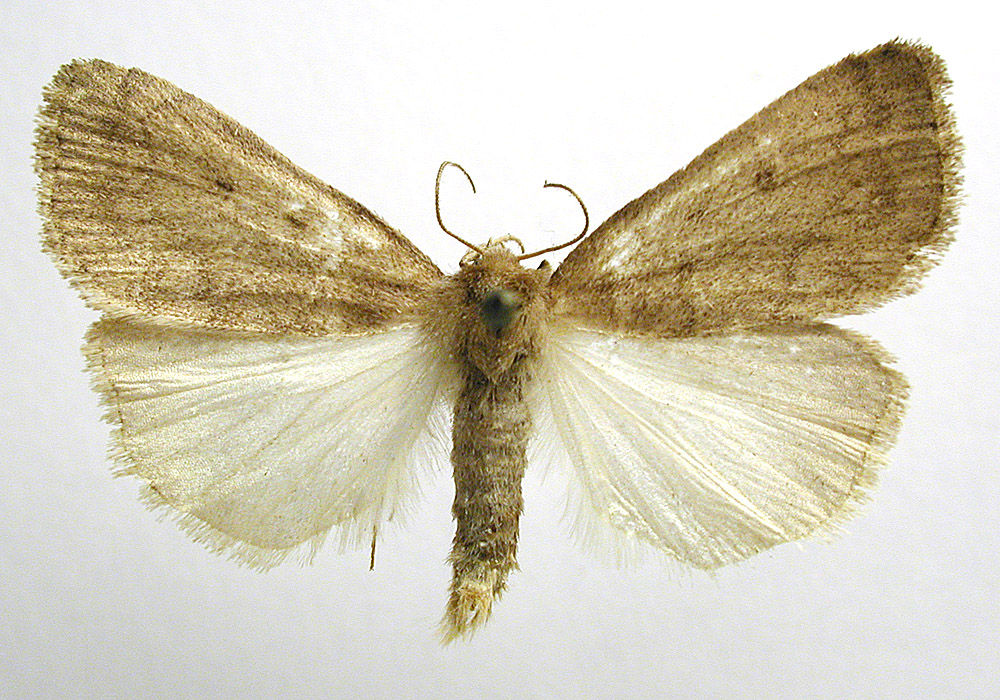
Preparerad (uppnålad) imago fjäril